# Central Conference of American Rabbis
Die Central Conference of American Rabbis („Zentralkonferenz amerikanischer Rabbiner“; Abk. CCAR) ist die wichtigste reformjüdische Organisation in den Vereinigten Staaten und Kanada und wurde 1889 von Rabbi Isaac Mayer Wise gegründet. Ihr derzeitiger Präsident ist Lewis Kamrass.
Dieser Dachverband der amerikanischen Rabbiner des Reformjudentums mit Sitz in New York besteht hauptsächlich aus Rabbinern, die am Hebrew Union College-Jewish Institute of Religion in den Vereinigten Staaten (Cincinnati, New York City, Los Angeles) und Israel (Jerusalem) ausgebildet wurden. Die Mitgliedschaft steht auch Rabbinern offen, die in Europa ausgebildet wurden, am Leo Baeck College in London und am Abraham-Geiger-Kolleg in Potsdam, sowie Rabbinern, die sich der reformjüdischen Richtung angeschlossen haben, nachdem sie anderswo ordiniert wurden. Die meisten der letzteren Gruppe werden am Jewish Theological Seminary (JTS) in New York City oder am Reconstructionist Rabbinical College in Wyncote, Pennsylvania, ausgebildet. Die CCAR veröffentlicht viermal im Jahr die wissenschaftliche Zeitschrift CCAR Journal. Die Organisation besitzt auch das Verlagshaus CCAR Press, das religiöse Literatur auf Hebräisch und Englisch veröffentlicht.